# Kuhlia caudavittata
Kuhlia caudavittata és una espècie de peix pertanyent a la família Kuhliidae.

## Descripció
- Pot arribar a fer 25 cm de llargària màxima.
- 10 espines i 11-14 radis tous a l'aleta dorsal i 3 espines i 11-13 radis tous a l'anal.
- És platejat amb el dors variant entre un blau més fosc fins a més grisenc.[5][6]

## Hàbitat
És un peix marí, d'aigua dolça i salabrosa; bentopelàgic i de clima tropical.

## Distribució geogràfica
Es troba a les illes de Reunió, Maurici, Madagascar i Rodrigues.

## Observacions
És inofensiu per als humans.